# کلاته عبدالصمد
کلاته عبدالصمد، روستایی از توابع بخش بوژگان شهرستان تربت جام در استان خراسان رضوی ایران است.
اسم این روستا از نام بزرگ آن روستا حاجی قاضی عبدالصمد رحیمی برگرفته شده
تمامی ساکنین این روستا از مذهب اهل سنت هستند ،
امام‌جمعه این روستا جناب مولانا نوراحمد دلداری است 
بزرگان این روستا در حال حاضر برادران رحیمی  
حاج عبدالرحیم رحیمی 
و حاج عبدالله رحیمی هستند

## جمعیت
این روستا در دهستان هریرود قرار دارد و براساس سرشماری مرکز آمار ایران در سال ۱۳۸۵، جمعیت آن ۲۶۷ نفر (۵۹خانوار) بوده‌است.